# Acalypha hypogaea
Acalypha hypogaea är en törelväxtart som beskrevs av Sereno Watson. Acalypha hypogaea ingår i släktet akalyfor, och familjen törelväxter. Inga underarter finns listade i Catalogue of Life.